# Gutterflower
Gutterflower – siódmy album studyjny amerykańskiego zespołu Goo Goo Dolls, wydany w 2002 przez Warner Bros. Records. Został nagrany w Capitol Studios w Hollywood i w House of Blues Studios w Encino (dzielnica Los Angeles). Płyta odniosła komercyjny sukces, uzyskując status złotej. 
W Polsce album ukazał się pod patronatami Programu Trzeciego Polskiego Radia (z naklejką "Trójka poleca") oraz Codziennej Gazety Muzycznej (cgm.pl). Pochodzące z niego single "Here Is Gone" i "Big Machine" były grane przez polskie stacje radiowe i notowane na ich listach przebojów.
Pięć utworów z tej płyty znalazło się także na późniejszych kompilacjach zespołu. Na Greatest Hits Volume One: The Singles zawarto piosenki "Here Is Gone", "Big Machine" i "Sympathy". Natomiast Greatest Hits Volume Two: B-sides & Rarities uwzględnia kompozycje "Truth Is A Whisper" oraz "What A Scene".

## Lista utworów
1. "Big Machine" (Johnny Rzeznik) – 3:10
2. "Think About Me" (Rzeznik) – 3:59
3. "Here Is Gone" (Rzeznik) – 3:58
4. "You Never Know" (Robby Takac) – 3:07
5. "What A Scene" (Rzeznik) – 4:27
6. "Up, Up, Up" (Takac) – 2:58
7. "It's Over" (Rzeznik) – 3:35
8. "Sympathy" (Rzeznik) – 2:58
9. "What Do You Need?" (Rzeznik) – 3:49
10. "Smash" (Takac) – 2:26
11. "Tucked Away" (Takac) – 3:13
12. "Truth Is A Whisper" (Rzeznik) – 4:00

## Personel
- Johnny Rzeznik – gitara, śpiew
- Robby Takac – gitara basowa, śpiew
- Mike Malinin – perkusja